# Leonardo Orlandini
Leonardo Orlandini del Greco (Trapani, 1552 – Palermo, 13 settembre 1618) è stato uno storico, poeta e religioso italiano, noto per i suoi studi filologici, la sua attività poetica e il suo impegno ecclesiastico.

## Biografia
Nato a Trapani nel 1552 in una famiglia di origini senesi, fu allievo del filologo Vincenzo Barbaro, anch'egli trapanese, con il quale approfondì la conoscenza delle lingue latina e greca, distinguendosi per la sua erudizione. Tra i frutti di questo periodo di studio, va ricordata una traduzione delle opere di Omero, che pur non essendo mai pubblicata, fu letta e apprezzata dai letterati siciliani dell'epoca. Oltre alla sua passione per gli studi classici, si dedicò anche alla poesia, scrivendo numerose opere sia in latino che in italiano. La sua produzione poetica lo portò a entrare nell'Accademia degli Accesi di Palermo, un'importante associazione culturale siciliana. Tra le sue opere poetiche più celebri, si annoverano sonetti, stanze e odi in stile petrarchesco, nonché alcune odi ispirate a quelle di Orazio, che si distinguono per il loro carattere sublime e raffinato.
Intraprese anche la carriera ecclesiastica, ottenendo un canonicato nella Cattedrale di Palermo, dove si stabilì. Ricoprì ruoli importanti, tra cui quello di vicario generale, esaminatore e giudice sinodale dell'arcivescovo di Palermo Cesare Marullo. La sua formazione giuridica, che includeva una laurea in diritto civile e canonico, gli permise di svolgere anche attività forense e giuridica, oltre a quelle puramente ecclesiastiche.
Tra le sue opere pubblicate, la più nota è Trapani in una breve descrizione, che, sebbene criticata per alcune imprecisioni ed esagerazioni, è considerata un importante monumento storico e culturale per la città di Trapani. Nella stessa pubblicazione si trovano anche altri lavori, tra cui La descrizione latina del sito di Mongibello, oltre a panegirici e rime toscane, che riflettono il suo amore per la sua terra natale e per la cultura siciliana.
Morì a Palermo il 13 settembre 1618, lasciando una produzione letteraria di grande valore, tra cui vari manoscritti inediti, come i cinque libri dell'Orto Geografico e dodici volumi degli Oracoli delle Sibille, con relative esposizioni e commenti. La sua opera, pur con alcune limitazioni e critiche, venne considerata un'importante testimonianza del Rinascimento siciliano, e il suo impegno nel progresso culturale dell'isola è stato lodato da numerosi scrittori e critici. Lasciò tutta la sua
eredità alla Cattedrale di Palermo, in cui fu sepolto.

## Opere
- Leonardo Orlandini, Trapani in una breve descrizione, Palermo, Giovanni Antonio De Franceschi, 1605, SBN SBLE012556.
- Leonardo Orlandini, La descrizione latina del sito di Mongibello, Palermo, Giovanni Antonio De Franceschi, 1611, SBN NAPE013407.